# Калиновка (Благовещенский район)
Калиновка — посёлок в Благовещенском районе Алтайского края России. Входит в состав Алексеевского сельсовета.

## География
Расстояние от села Алексеевка 8,5 км, от пгт. Благовещенка 61 км, от Барнаула 280 км.

## История
Посёлок начал заселяться в 1907 году, массовая волна заселения была в 1909-1910 годах. Образован в 1911 году поселенцами из Черниговской губернии на территории переселенческого участка «Фионово Болото». Свое название поселок получил по дубраве Калинова, которая носила такое имя еще в середине XIX века. Среди первых поселенцев были семьи Малашенко, Чудеса, Литвиненко, Шляпниковых, Соловьевых, Суницких, Третьяковых. К 1926 г. в поселке проживало в 76 дворах 411 человек. Колхоз «Красная звезда», отд. колхозов «Искра» и «Алексеевский». В 1928 г. посёлок Калиновский состоял из 76 хозяйств. Преобладающее население: украинцы. Являлся центром Калиновского сельсовета Благовещенского района Славгородского округа Сибирского края.

## Население
| 1997 | 1998 | 1999 | 2000 | 2001 | 2002 | 2003 |
| ---- | ---- | ---- | ---- | ---- | ---- | ---- |
| 202  | ↘193 | ↘192 | ↘188 | ↘181 | ↗182 | ↘166 |
| 2004 | 2005 | 2006 | 2007 | 2008 | 2009 | 2010 |
| ↘158 | ↗170 | ↘135 | ↘114 | ↘112 | ↘108 | ↘92  |
| 2011 | 2012 | 2013 |      |      |      |      |
| ↘90  | ↘77  | ↘64  |      |      |      |      |

## Инфраструктура
Функционирует фельдшерско-акушерский пункт, отделение почты России, продуктовый магазин и дом культуры.